# 原文
原文（げんぶん、英語：original, the original, original sentence, etc.）とは、（翻訳・訂正・改作・加筆などをする前の、）もとの文章。

## 白文
日本語では、漢文が原文である場合、本文だけで注釈の付いていない漢文、句読・訓点を施さない漢文を、白文（はくぶん）と言う。
また、現代における原文の表記は、想定読者が日本語話者であれ中国語話者であれ、真の原文には無い約物（句読点、括弧など）を書き加えることが多い（※用例を参照のこと）。

## 原文の引用
欧米文化圏では、文書の編集に関して、「原文のままで引用する」ことを "sic" (en, wikt) と記すことで表す。これは "thuus" "so"、「このように」「かくのごとし」を意味するラテン語である。これは、原文を引用するにあたって、誤字や事実誤認と思われる記述が含まれている部分をあえて訂正せずに掲載する場合に「原文をそのまま載せていること」を明示する表示であり、そのまま引用した語句の後に [sic] と記すことになっている。
同じく日本語では、「原文のままで引用する」ことを、「原文の儘（まま）引用」の省略形で、「原文ママ」「原文ノママ（江戸時代に由来する古形）」、あるいは、さらに略して「ママ」と記す。用法において "sic" との違いは無い。

## 書き下し
日本語では、漢文が原文である場合、白文を訓読（漢文訓読）することになるが、それを記す場合には訓読文（訓読して漢字仮名交じり文〈仮名交文〉に書き直した文）に変換することとなる。訓読は訓み下し（よみくだし。訓下しとも綴る）とも言うが、訓読した内容を文に書き起こすことは書き下し（かきくだし。書下しとも綴る）と言う。訓み下しと書き下しは似て否なるものであるが、訓み下し文と書き下し文は同じものとなるので、一般的に両者は同じと見なされる。
同じ日本語でも古語等が原文である場合、これも、訓読・書き下し・現代日本語訳が必要となる。
ただし、書き下し文は省略されることも多い。

## 現代日本語訳
書き下し文（訓み下し文）の形式は、現代日本語（現代日本の口語）とは乖離した古典的文体、すなわち文語体となっているため、最終的に現代日本語訳（口語訳）することになる。したがって、漢文を解説する際は、原文・書き下し文・現代日本語訳文（口語訳文）の3段階で記されることが多い。ただし、書き下し文の段階で文語体を口語体に直す例（用例：言ふ→言う）も多く見られる。

## 用例
- 漢文の解説 ：「水魚の交わり」

| - 原文（抜粋） ≪…前後文省略…≫ 先主曰 善 於是與亮情好日密 關羽張飛等不悅 先主解之曰 孤之有孔明 猶魚之有水也 願諸君勿復言 羽飛乃止 - 約物つきの原文（抜粋）：中国語表記の一例 ≪…前後文省略…≫ 先主曰：「善！」於是與亮情好日密。關羽、張飛等不悅，先主解之曰：「孤之有孔明，猶魚之有水也。願諸君勿復言。」羽、飛乃止。 - 約物つきの原文（抜粋）：日本語表記の一例 ≪…前後文省略…≫ 先主曰、善。於是與亮情好日密。關羽張飛等不悅。先主解之曰、孤之有孔明、猶魚之有水也。願諸君勿復言。羽飛乃止。 - 書き下し文（一例） 先主曰く、善し、と。是に於いて亮と情好日に密なり。関羽張飛等悦ばず。先主これを解きて曰く、孤の孔明有るは、なお魚の水有るが如きなり。願わくば諸君復た言ふ勿れ、と。羽飛乃ち止む。 - 書き下し文（一例） 先主曰く、善し、と。是（）に於いて亮と情好日に密なり。関羽張飛等悦（）ばず。先主これを解きて曰く、孤（）の孔明有るは、なお魚（）の水有るが如きなり。願わくば諸君復（）た言う勿（）れ、と。羽飛乃（）ち止（）む。 - 口語訳文 先主（劉備）は「善し」と言った。こうして先主と亮（諸葛亮、孔明）の仲は日ごと密になっていった。関羽・張飛等はそれを快く思わなかった。先主は彼等を説得し、「私にとって孔明がいるのは、言うなればちょうど、魚に水があるようなものである。どうか諸君には二度と言ってくれないよう願う」と言った。関羽・張飛はただちに止めた。 ───陳寿, 『三国志』 巻35「蜀書 諸葛亮伝」 |

- 漢文の解説 ：「貞観地震#歴史書における記述」

| - 原文（抜粋） 貞觀十一年五月 ≪…省略…≫ 廿六日癸未 陸奧國地大震動 流光如晝隱映 頃之 人民叫呼 伏不能起 或屋仆壓死 或地裂埋殪 馬牛駭奔 或相昇踏 城（郭）倉庫 門櫓墻壁 頽落顛覆 不知其數 海口哮吼 聲似雷霆 驚濤涌潮 泝洄漲長 忽至城下 去海數十百里 浩々不辨其涯諸 原野道路 惣爲滄溟 乘船不遑 登山難及 溺死者千許 資産苗稼 殆無孑遺焉 - 約物つきの原文（抜粋）：日本語表記 （貞觀十一年五月） ≪…省略…≫ 廿六日癸未。陸奧國地大震動。流光如晝隱映。頃之。人民叫呼。伏不能起。或屋仆壓死。或地裂埋殪。馬牛駭奔。或相昇踏。城（郭）倉庫。門櫓墻壁。頽落顛覆。不知其數。海口哮吼。聲似雷霆。驚濤涌潮。泝洄漲長。忽至城下。去海數十百里。浩々不辨其涯諸。原野道路。惣爲滄溟。乘船不遑。登山難及。溺死者千許。資産苗稼。殆無孑遺焉。 - 書き下し文（一例） 貞観十一年五月 ≪…省略…≫ 廿六日（）癸未（）、陸奥国（）、地（）大いに震（）り動（）へ、流光（）昼の如く陰映（）す。頃之（）に、人民（）叫呼（）び、伏して起（）つこと能（）ず。或（）いは屋（）仆（）れて壓（）され死に、或いは地裂けて埋（）れ殪（）にき。馬牛は駭（）き奔（）りて、或いは相昇（）りて踏む。城郭・倉庫・門・櫓（）・墻壁（）頽（）落ち、顛覆（）ること、其（）の数を知らず。海口（）哮吼（）え、声雷霆（）に似たり。驚濤（）涌潮（）り、泝洄（）き漲長（）りて、忽（）ち城下に至り、海を去ること数十百里、浩々（）として其（）の涯諸（）を辨（）えず、原野（）も道路（）も惣（）て滄溟（）と為（）り、船に乗るに遑（）あらず。山に登るも及び難（）くして、溺れ死ぬる者千ばかり。資産（）も苗稼（）も殆（）と孑（）遺（）無かりき。 - 書き下し文（一例） 貞観十一年五月 ≪…省略…≫ 廿六日（）癸未（）、陸奥国（）の地、大震動す。流光（）昼の如く陰映（）す。頃之（）、人民（）叫呼（）し、伏して起（）つこと能（）ず。或（）は屋（）仆（）れて圧死に、或は地裂け埋殪（）し、馬牛駭（）き奔（）り、或は相昇（）り踏む。城郭・倉庫・門・櫓（）・墻壁（）、頽（）落ち顛覆（）す。其（）の数を知らず。海口（）哮吼（）し、声、雷霆（）に似たり。驚濤（）涌潮（）、泝洄（）漲長（）し、忽（）ち城下に至る。海を去ること数十百里。浩々（）として其（）の涯諸（）を弁ぜず。原野道路、惣（）じて滄溟（）と為（）る。船に乗るに遑（）あらず。山に登るも及び難（）し。溺死せる者千ばかり。資産苗稼（）、殆（）ど孑遺（）無し。 - 口語訳文 貞観11年5月26日癸未の日、陸奥国で大地震が起きた。（空を）流れる光が（夜を）昼のように照らし、人々は叫び声を挙げて身を伏せ、立つことができなかった。ある者は家屋の下敷きとなって圧死し、ある者は地割れに呑まれた。驚いた牛や馬は奔走したり互いに踏みつけ合い、城や倉庫・門櫓・牆壁などが多数崩れ落ちた。雷鳴のような海鳴りが聞こえて潮が湧き上がり、川が逆流し、海嘯が長く連なって押し寄せ、たちまち城下に達した。内陸部まで果ても知れないほど水浸しとなり、野原も道も大海原となった。船で逃げたり山に避難したりすることができずに千人ほどが溺れ死に、後には田畑も人々の財産も、ほとんど何も残らなかった。 ───『日本三代実録』（日本紀略 類聚国史一七一） |